# املی اولاندر
املی اولاندر (انگلیسی: Emelie Ölander؛ زادهٔ ۲۳ ژوئن ۱۹۸۹) بازیکن فوتبال اهل سوئد است.
از باشگاه‌هایی که در آن بازی کرده‌است می‌توان به باشگاه فوتبال کیف اوربرو دی‌اف‌اف، باشگاه فوتبال آی‌ای‌کی، و باشگاه فوتبال مالمو اشاره کرد.